# Ішлинська сільська рада (Бєлорєцький район)
І́шлинська сільська рада (рос. Ишлинский сельский совет) — муніципальне утворення у складі Бєлорєцького району Башкортостану, Росія. Адміністративний центр — село Ішля.

## Населення
Населення — 865 осіб (2019, 1047 в 2010, 1330 в 2002).

## Склад
До складу поселення входять такі населені пункти:
| Населений пункт           | Населення, осіб (2002) | Населення, осіб (2010) |
| ------------------------- | ---------------------- | ---------------------- |
| Баскан, присілок          | 2                      | 0                      |
| Єлань, присілок           | 14                     | 5                      |
| Ішля, село                | 580                    | 436                    |
| Карагай-Юрт, присілок     | 88                     | 66                     |
| Картали, присілок         | 83                     | 34                     |
| Карталінська Запань, село | 30                     | 17                     |
| Кудашманово, присілок     | 19                     | 16                     |
| Тихий Ключ, присілок      | 10                     | 20                     |
| Улуєлга, село             | 504                    | 453                    |